# Церковь Рождества Христова (Гололобово)
Храм Рождества Христова — приходской православный храм в деревне Гололобово городского округа Коломна Московской области. Относится к Коломенской епархии Русской православной церкви. Построен в 1893 году в русском национальном стиле. Здание храма является объектом культурного наследия и находится под охраной государства. В настоящее время храм действует, восстанавливается, ведутся богослужения.

## История строительства храма

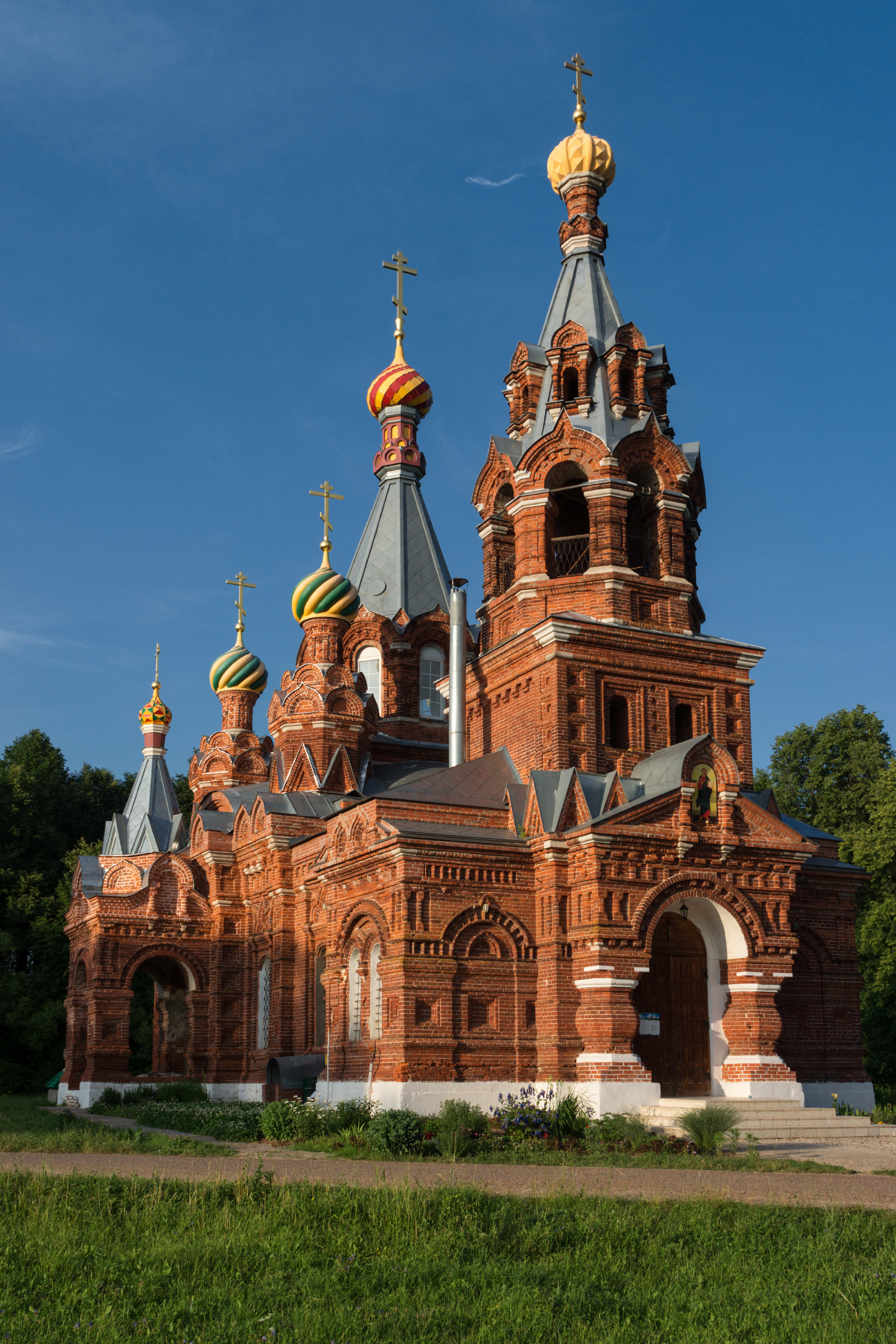
Центральный вход

С XVI века в этой местности была известна деревянная церковь Рождества Христова, которая являлась обычным сельским приходским храмом. Церковь эта была возведена боярином Иваном Ивановичем Шерефединовым для духовного окормления своей семьи и крестьян. К середине XVIII века строение пришло в плачевное состояние, и из-за этого в ней даже было запрещено совершать богослужения. В 1790 году вместо ветхого храма был установлен новый, также посвященный величайшему евангельскому событию Рождеству Христову. По некоторым данным, сруб для церкви был куплен у помещика села Кривцы П. М. Волконского. Этот храм простоял до 1924 года, и располагался он недалеко от нынешнего, возле верхнего пруда.
В 1888 году на деньги местного помещика Владимира Александровича Гридина, который в то время являлся церковным старостой, был заказан проект у московского архитектора Дмитрия Виноградова. Это был первый проект православного храма для Виноградова. За четыре года строительства в селе Гололобово возвысилась большая каменная церковь, существующая до настоящего времени. Шатровый купол с кокошниками и четыре главки с витыми маковками венчал строение. Шатровое завершение имела и колокольня, украшенная арками и кокошниками. Симфонию шатров дополняли и маленькие шатры над западной и южной папертью. У храма имелась просторная трёхчастная апсида. Сама церковь располагалась на обширной поляне, огороженной живой изгородью из посаженных деревьев и обнесённых канавой.
в 1929 году храм Рождества Христова подвергся разорению. С него сорвали главный колокол, разрушили один из столпов колокольни. После закрытия церкви убранство пытались спасти местные жители, которые разобрали всё на хранение. Здание было приспособлено под различные нужды. Сначала в нём устроили зернохранилище, а во время Великой Отечественной войны здесь была скотобойня — забивали коней. С 1945 по 1949 годы в церкви разместился клуб, в котором показывали кино, потом открыли грибоварку. В 1950 году за ветхостью упал центральный купол с крестом, который оттащили и бросили куда-то в речку Коломенку. В последние годы Советской власти в заброшенном храме разместился склад азотных удобрений. Их действие сильно повредило внутреннее помещение храма.

## Современное состояние
В 1995 году здание церкви было возвращено верующим, Русской Православной Церкви. Первым настоятелем был назначен протоиерей Виктор Спиридович, в это время начались восстановительные работы.
С 1999 года в церкви начались совершаться регулярные богослужения и продолжились строительные работы. В этом же году на пожертвованные средства внутреннее помещение было заново отштукатурено, постелены деревянные полы, а в 2000 году — восстановлен центральный купол с позолоченным крестом.
В реставрации храма принимают активное участие Карасёвский керамический и Гололобовский кирпичный заводы. С 2000 по 2004 года проводились работы по восстановлению крыши храма. В 2007 закончили восстановление колокольни храма. В 2008—2009 годах восстановили кирпичную кладку боковых маковок. В 2011 году установили восточные витые маковки.
Рождественский храм является памятником архитектуры регионального значения на основании постановления Правительства Московской области № 84/9 от 15 марта 2002 года.